# Horove, Romnî
Horove (în ucraineană Горове) este un sat în comuna Mîkolaiivka din raionul Romnî, regiunea Sumî, Ucraina.

## Demografie
Componența lingvistică a localității Horove
     Ucraineană (95,86%)
     Rusă (3,45%)
     Alte limbi (0,69%)
Conform recensământului din 2001, majoritatea populației localității Horove era vorbitoare de ucraineană (95,86%), existând în minoritate și vorbitori de rusă (3,45%).